# Trofeo Matteotti 2008
Il Trofeo Matteotti 2008, sessantatreesima edizione della corsa e valida come evento dell'UCI Europe Tour 2008 categoria 1.1, si svolse il 20 luglio 2008 su un percorso totale di circa 188,5 km. Fu vinto dall'italiano Paolo Bettini che terminò la gara in 4h45'00", alla media di 39,684 km/h.
Partenza con 133 ciclisti, dei quali 35 portarono a termine il percorso.

## Ordine d'arrivo (Top 10)
| Pos. | Corridore             | Squadra       | Tempo    |
| ---- | --------------------- | ------------- | -------- |
| 1    | Paolo Bettini         | QuickStep     | 4h45'00" |
| 2    | Francesco Reda        | NGC Medical   | s.t.     |
| 3    | Pasquale Muto         | Miche         | s.t.     |
| 4    | Fabio Gilioli         | Amore & Vita  | s.t.     |
| 5    | Filippo Simeoni       | Cer. Flaminia | s.t.     |
| 6    | Daniele Callegarin    | C. Calzatura  | a 30"    |
| 7    | Massimo Giunti        | Miche         | s.t.     |
| 8    | Ruslan Pidhornyj      | LPR Brakes    | s.t.     |
| 9    | Francesco Masciarelli | Acqua & Sap.  | s.t.     |
| 10   | Luigi Sestili         | Cer. Flaminia | s.t.     |